# Pâté du Chef

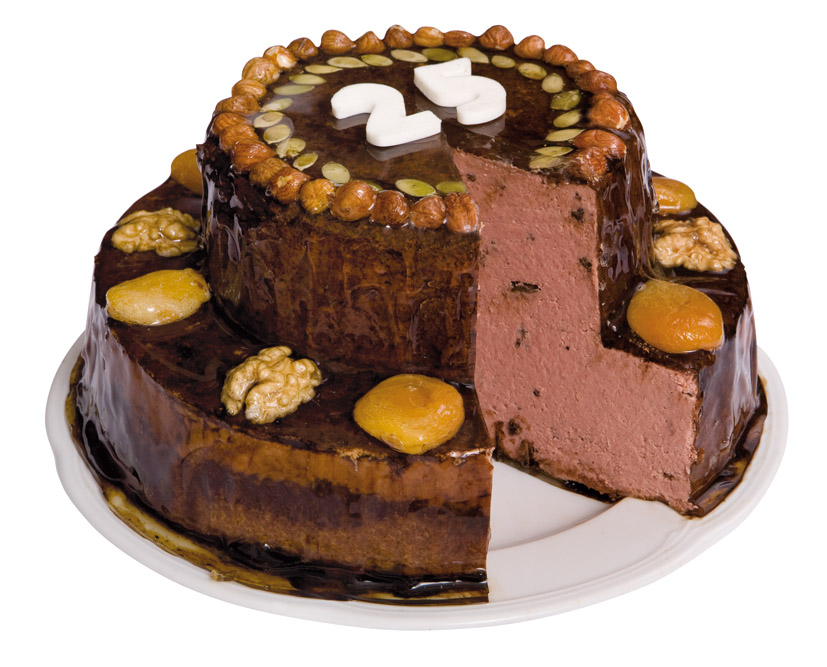
Paštikový dort Pâté du Chef

Pâté du Chef je česká značka chlazených paštik. Produkty Pâté du Chef jsou na českém trhu od roku 2008. V současné době jsou vyváženy i do dalších evropských zemí – např. Německo, Španělsko, Slovensko.

## Výroba
Vlastníkem značky je společnost ALIMPEX-MASO (založena v roce 1999). V roce 2004 firma vybudovala výrobnu paštik v Dobřejovicích u Prahy, její výrobní kapacita je 6000 tun chlazených paštik ročně. Vedle značky Pâté du Chef  vlastní společnost ALIMPEX-MASO i další značky - Torus, Krajanka a Danela.

## Portfolio

### Typy balení
- plátky - paštika nakrájená na plátky
- teriny - plastová nádoba obdélníkového tvaru s papírovým přebalem
- barquetky - plastová nádoba obdélníkového tvaru,
- rulla - paštika válcovitého tvaru
- paštiky v keramických formách
- paštikové dorty
- speciální sezónní edice

### Příchutě
- bruselská paštika s brusinkami
- kachní paštika se šampaňským
- kachní paštika s portským vínem
- kachní paštika s pomerančem
- ardénská paštika s jablky
- ardénská paštika s ořechy
- lososová paštika

## Certifikace
Pâté du Chef je držitelem evropských standardů (BRC, IFS aj.) a certifikátu BRC levelu A. Tým vývojářů vede specialista na paštiky pocházející z Belgie. 

## Ocenění
- Novinka roku 2009 [2]
- Ocenění na mezinárodním veletrhu Víno a Destiláty 2010[3]
- Cena čtenářů časopisu Apetit 2010 [4]